# Nuoto ai XVII Giochi del Mediterraneo - 200 metri rana maschili
Le gare di nuoto nella categoria 200 metri rana maschili si sono tenute il 23 giugno 2013 al Yeni Olimpik Yüzme Havuzu di Mersin.

## Calendario
Fuso orario EET (UTC+3).
| Data      | Ora   | Turno    |
| --------- | ----- | -------- |
| 23 giugno | 10:10 | Batterie |
| 23 giugno | 18:48 | Finale   |

## Risultati
I 13 atleti vengono inquadrati in due batterie rispettivamente da 6 e 7 nuotatori ciascuna. Si qualificano alla finale i primi otto tempi.

### Batterie
| Pos. | Nome                 | Nazione   | Tempo   | Batt. | Corsia | Note |
| ---- | -------------------- | --------- | ------- | ----- | ------ | ---- |
| 1    | Panagiōtīs Samilidīs | Grecia    | 2'14"91 | 2     | 4      | Q    |
| 2    | Flavio Bizzarri      | Italia    | 2'15"01 | 2     | 5      | Q    |
| 3    | William Debourges    | Francia   | 2'16"38 | 2     | 3      | Q    |
| 4    | Luca Pizzini         | Italia    | 2'16"45 | 1     | 4      | Q    |
| 5    | Patrick Perisser     | Francia   | 2'17"30 | 1     | 3      | Q    |
| 6    | Dimitrios Koulouris  | Grecia    | 2'17"36 | 1     | 5      | Q    |
| 7    | Igor Terzić          | Serbia    | 2'20"09 | 2     | 6      | Q    |
| 8    | Berkay Şendikici     | Turchia   | 2'21"84 | 1     | 6      | Q    |
| 9    | Metin Geyik          | Turchia   | 2'22"37 | 1     | 2      |      |
| 10   | Abdelkader Afane     | Algeria   | 2'22"78 | 2     | 7      |      |
| 11   | Damir Dugonjič       | Slovenia  | 2'22"88 | 1     | 7      |      |
| 12   | Damjan Petrovski     | Macedonia | -       | 2     | 1      | DSQ  |
| 13   | Mohamed Gadallh      | Egitto    | -       | 2     | 2      | DNQ  |

### Finale
| Pos. | Atleta               | Nazionalità | Tempo   | Corsia |
| ---- | -------------------- | ----------- | ------- | ------ |
|      | Panagiōtīs Samilidīs | Grecia      | 2'12"31 | 4      |
|      | Flavio Bizzarri      | Italia      | 2'12"67 | 5      |
|      | Dimitrios Koulouris  | Grecia      | 2'13"27 | 7      |
| 4    | William Debourges    | Francia     | 2'13"28 | 3      |
| 5    | Luca Pizzini         | Italia      | 2'14"37 | 6      |
| 6    | Patrick Perisser     | Francia     | 2'15"26 | 2      |
| 7    | Igor Terzić          | Serbia      | 2'19"65 | 1      |
| 8    | Berkay Şendikici     | Turchia     | 2'23"64 | 8      |